# Medalha de D. Pedro V
A Medalha de D. Pedro V foi uma medalha criada por Luís I de Portugal, em 15 de Abril de 1862, para homenagear todos os militares que estiveram presentes na expedição a Angola em 1860. A medalha tinha três classes:
- Ouro: para Chefes de Forças
- Prata: para Oficiais e Praças
- Cobre: para Marinhagem ou Tropa

A medalha tinha num dos lados a imagem de D. Pedro V, e no outro as palavras "Expedição de Angola: 1860"; devia ser usada pendente de fita azul-ferrete com contorno amarelo.